# Gesonia rusticula
Gesonia rusticula är en fjärilsart som beskrevs av Swinhoe 1885. Gesonia rusticula ingår i släktet Gesonia och familjen nattflyn. Inga underarter finns listade i Catalogue of Life.